# 姪
姪（めい）とは、傍系3親等の親族で、兄弟姉妹の娘を指す語。対義語は甥またはおじ、おば。

## 概要
自身または近親者の婚姻又は養子縁組により以下の関係にある者が「義理の姪」となる。
- 甥の妻（甥嫁）
- 配偶者の姪
- 兄弟姉妹の養子又は配偶者の娘
- 父母の養子の子又は再婚相手の孫
- 養親の実孫

傍系三親等の親族であり、日本では実際に血縁関係がある場合は互いに結婚することは民法によって禁じられている。
唐代までなどの漢文・漢詩における姪（てつ）は甥を指すことが多く、注意が必要である。現代中国語では「姪」は兄弟の息子・娘、「甥」は姉妹の息子・娘を意味する場合が多い。

## 関連用語
- 甥（兄弟姉妹の息子）
- 大姪（甥姪の娘、兄弟姉妹の孫娘）
- 大甥（甥姪の息子、兄弟姉妹の孫息子）
- おば（親の姉妹）
- おじ（親の兄弟）
- 大おば（祖父母の姉妹、親のおば）
- 大おじ（祖父母の兄弟、親のおじ）
- いとこ（親の甥姪）
- はとこ（祖父母の兄弟姉妹の孫）

## 姪がモチーフの作品
- 愛少女ポリアンナ物語
- 舞踏会のあとで
- クレア (曲)
- 偽装の女